# Новое кладбище (Харбин)
Новое кладбище (также Успенское кладбище) — православный русский некрополь в Харбине, уничтоженный в 1966 году.

## История
Кладбище было открыто в 1908 году вместе с освящением Успенской церкви, построенной по проекту гражданского инженера Н. А. Казы-Гирея.
В 1957 году городские власти города приняли решение о том, что Старое кладбище рядом с Покровским храмом и Новое (Успенское) кладбища будут закрыты. Всем желающим было предложено перенести памятники своих родных и их останки на Хуаншань.
В 1966 году, в ходе «культурной революции», китайскими хунвейбинами Успенское кладбище было полностью разрушено бульдозерами и превращено в парк, а надгробные мраморные и гранитные плиты были использованы на облицовку набережной реки Сунгари, многие плиты были уложены надписями вверх и по ним ходили прохожие. С Успенской церкви были сняты купола с крестами, а помещение использовано под комнату смеха.
По словам бывшего харбинца Леонида Павловича Маркизова:

«Успенский погост был огромным, даже не могу сказать, сколько гектаров. Это были могилы и первых русских поселенцев, строивших КВЖД, и последующих эмигрантов. Вплоть до конца 60-х годов здесь жила еще старая Россия. А потом было изгнание, нас буквально вырвали отсюда с корнем — даже кладбище уничтожили. Плитами с русских могил китайцы выложили набережную реки Сунгари. Сейчас на погосте — городской парк, а в кладбищенской Успенской церкви устроили музей с экспозицией высушенных бабочек».